# Tiszagyulaháza
Tiszagyulaháza es un pueblo en el condado de Hajdú-Bihar, en la región de la Gran Llanura del Norte del este de Hungría.

## Geografía
El pueblo cubre un área de 20,78 km² y tenía una población de 675 personas en 2024.